# جيمس ك. جيبسون
جيمس ك. جيبسون (بالإنجليزية: James K. Gibson)‏ هو سياسي أمريكي، ولد في 18 فبراير 1812 في أبينغدون في الولايات المتحدة، وتوفي في 30 مارس 1879. انتخب عضو مجلس نواب الولايات المتحدة عن ولاية فرجينيا وانتخب عضو مجلس النواب الأمريكي.